# 1839 no jornalismo
Nesta página encontrará referências aos acontecimentos directamente relacionados com o jornalismo ocorridos durante o ano de 1839.

## Eventos
- 15 de maio — Início da publicação em Lisboa do jornal "O Elenco". Deixou de ser publicado em Agosto do mesmo ano.[1]

## Nascimentos
| Data        | Nome             | Profissão                                                                  | Nacionalidade | Observações | Ref |
| ----------- | ---------------- | -------------------------------------------------------------------------- | ------------- | ----------- | --- |
| 21 de junho | Machado de Assis | poeta, romancista, dramaturgo, contista, jornalista, cronista e teatrólogo | Brasil        | m. 1908     |     |

## Mortes
| Data | Nome | Profissão | Nacionalidade | Observações | Ref |
| ---- | ---- | --------- | ------------- | ----------- | --- |